# 朱靈頓溪種植園 (佛羅里達州)
朱靈頓溪種植園（英語：Julington Creek Plantation）是位於美國佛羅里達州聖約翰斯縣的一個非建制地區。該地的面積和人口皆未知。

## 地理
朱靈頓溪種植園的座標為29°07′17″N 81°37′31″W / 29.12139°N 81.62528°W，而該地的平均海拔高度為8米（即25英尺）。